# Червоная Поляна (Маловисковская городская община)
Червоная Поляна (укр. Червона Поляна) — село в Маловисковской городской общине Новоукраинского района Кировоградской области Украины.
До 2020 года входило в Маловисковский район
Население по переписи 2001 года составляло 57 человек. Почтовый индекс — 26213. Телефонный код — 5258. Код КОАТУУ — 3523182002.